# 山东水资源

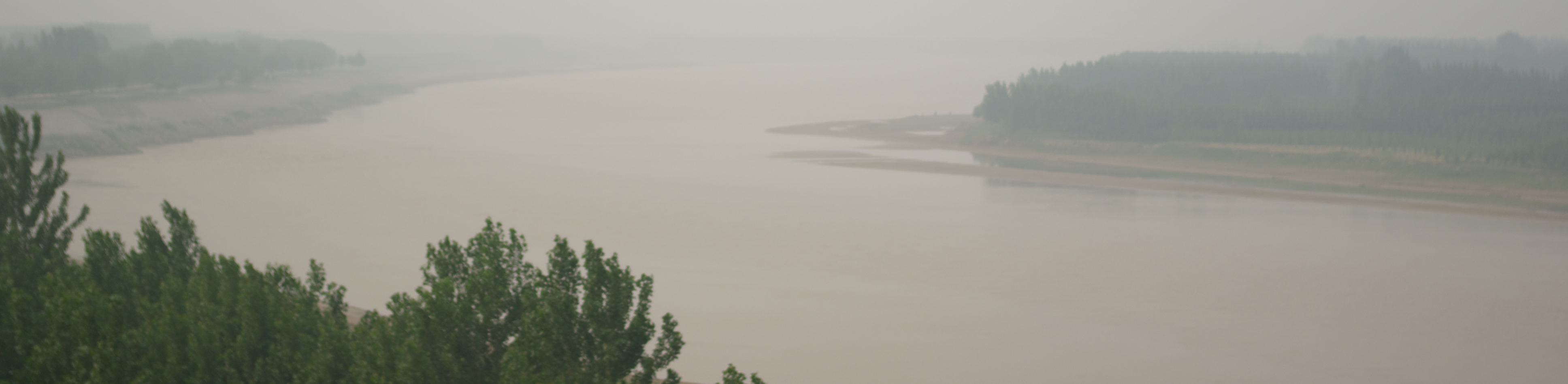
高青县附近的黄河，离入海口70公里。

山东水资源包括山东境内的降水量、地表水资源量、地下水资源量、水资源总量、蓄水动态、供水用量、耗水量、水质概况等多个方面。其中，地表水资源量指天然河川径流量；地下水资源量主要指矿化度小于等于2克/升的淡水资源量。

## 概况
主要湖泊有微山湖、东平湖、白云湖等。全省水资源主要来源于大气降水，多年平均降水量为676.5毫米，多年平均天然径流量为222.9亿立方米，多年平均地下水资源量为152.6亿立方米，扣除重复计算多年平均淡水资源总量为305.8亿立方米。另外，黄河多年平均入境水量为385.8亿立方米，90年代因干旱入境水量减少为222亿立方米。
|        | 降水量 | 地表水资源量  | 地下水资源量  | 水资源总量      | 出境水量       |
| ------ | ------ | ------------- | ------------- | --------------- | -------------- |
| 2014年 | 518.8  | 76.61亿立方米 | 70.57亿立方米 | 148.44 亿立方米 | 162.08亿立方米 |

## 河流
山东的河流分属黄河、海河、淮河流域以及山东沿海诸河流（小清河水系和山东半岛水系）。除黄河横贯东西、大运河纵穿南北外，其余中小河流密布全省。其中小清河水系由小清河及支脉河等组成，流域面积为14,223平方公里；山东半岛水系流域面积为48,300平方公里。平均河网密度为0.24公里每平方公里，长度在5公里以上的河流有5000多条，其中，长度在50公里以上的1000多条。
山东省境内河流总河长9929.9km，其中海河流域1879.8km，黄河流域1509.8km，淮河流域6540.3km。